# بیرگن‌ایر
بیرگن‌ایر (انگلیسی: Birgenair) شرکت هواپیمایی ترکیه‌ای است، که در سال ۱۹۸۸ تأسیس شد.